# 15 Jahre mit Liebe, Stolz & Leidenschaft
15 Jahre mit Liebe, Stolz & Leidenschaft ist das sechste Videoalbum der Südtiroler Deutschrock-Band Frei.Wild. Es erschien am 23. Dezember 2016 über das bandeigene Label Rookies & Kings und wird von Soulfood vertrieben. Die DVD ist von der FSK ab 12 Jahren freigegeben.

## Inhalt
Die erste DVD enthält einen Live-Mitschnitt des Konzerts zum 15-jährigen Jubiläum der Band am 30. Juli 2016 vor 20.000 Zuschauern auf der Kindl-Bühne Wuhlheide in Berlin. Auf den anderen beiden DVDs befindet sich eine Dokumentation über die 15-jährige Geschichte der Band. In der Boxset-Version sind zusätzlich die DVD „So kocht Frei.Wild“, ein Reiseführer durch Südtirol sowie ein Frei.Wild-Wimpel enthalten.

## Covergestaltung
Das Albumcover ist in Schwarz-weiß gehalten und zeigt ein geflügeltes Herz, auf dem sich der Schriftzug 15 Jahre befindet. Darüber ist eine Flamme zu sehen und darunter ein Skorpion sowie die Jahreszahl 2016. Im oberen Teil des Bildes steht das Frei.Wild-Logo in Schwarz und im unteren Teil befinden sich die schwarzen Schriftzüge Mit Liebe, Stolz & Leidenschaft sowie Die Bandhistorie – Das Jubiläumskonzert. Das Cover ist eine Kombination aller bisherigen Albencover der Bandhistorie, wobei ebenfalls Elemente der originalen Cover der ersten beiden Alben Eines Tages und Wo die Sonne wieder lacht eingeflossen sind, die stilisierten Bahnschienen unter dem Skorpion und das Flugzeug über dem Herz. Beide Cover wurden im Verlauf der Bandgeschichte bei der Wiederveröffentlichung der Alben durch andere ersetzt.

## Titelliste
| DVD 1 „Jubiläumskonzert Berlin Wuhlheide“ 1. Intro – 0:18 2. Hoch hinaus – 3:07 3. LUAA Rock’n Opposition – 5:01 4. Niemand – 5:22 5. Zusammen und vereint – 4:29 6. Feinde deiner Feinde – 5:55 7. Mehr als 1000 Worte – 4:42 8. Verdammte Welt – 4:07 9. Yeah, Yeah, Yeah (Darf ich bitten Lady?) – 4:09 10. Allein nach vorne – 5:25 11. Weiter immer weiter – 5:46 12. Wie ein schützender Engel – 4:18 13. Wir reiten in den Untergang – 5:37 14. Irgendwer steht dir zur Seite – 6:25 15. Halt deine Schnauze – 5:39 16. Weil du mich nur verarscht hast – 5:26 17. Hab keine Angst – 5:31 18. Kick Ass vs. Arschtritt – 7:15 19. Südtirol – 4:45 20. Frei.Wild – 3:05 21. Wir brechen eure Seelen – 7:58 22. Unendliches Leben – 4:28 23. Das Land der Vollidioten – 4:58 24. Zieh mit den Göttern – 6:33 25. Unvergessen, unvergänglich, lebenslänglich – 3:57 26. Medley – 7:18 27. Die Zeit vergeht – 4:15 28. Wir gehen wie Bomben auf euch nieder – 5:57 29. Sieger stehen da auf, wo Verlierer liegen bleiben – 9:56 | DVD 2 1. 15 Jahre Doku – Die Historie (Teil 1) DVD 3 1. 15 Jahre Doku – Die Historie (Teil 2) DVD 4 (nur im Boxset) 1. So kocht Frei.Wild |

## Chartplatzierungen und Auszeichnungen
Das Album stieg am 30. Dezember 2016 auf Platz 2 in die deutschen Charts ein und belegte in den folgenden Wochen die Ränge 5 und 38. Insgesamt konnte es sich sechs Wochen in den Top 100 halten. In Österreich und der Schweiz wurde das Album in den Musik-DVD-Charts gelistet und erreichte hier Position 4 bzw. 3.
Für mehr als 25.000 verkaufte Einheiten erhielt 15 Jahre mit Liebe, Stolz & Leidenschaft in Deutschland im Jahr 2021 eine Goldene Schallplatte.